# Panna Marie Bolestná z Chomutova

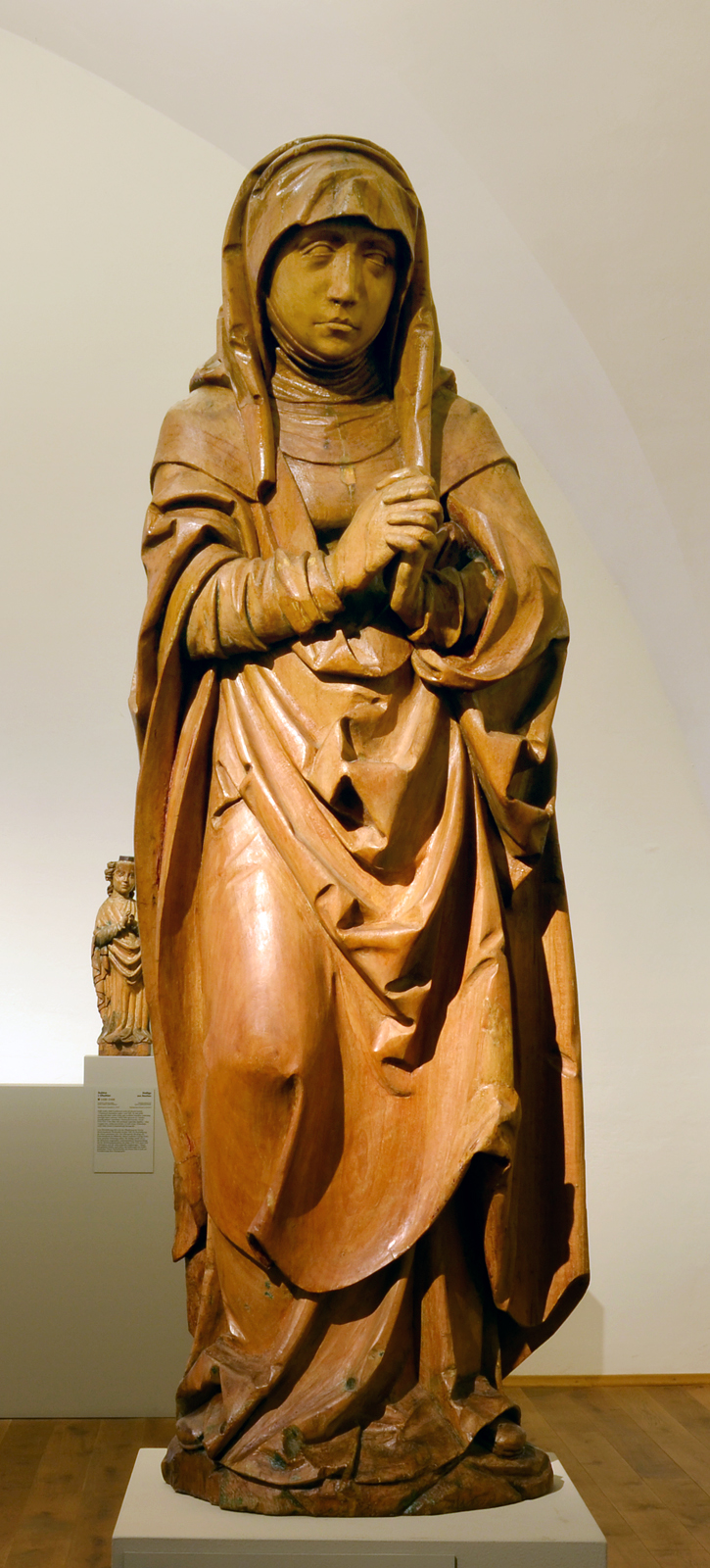
Bolestná Panna Marie z chomutovského muzea (kolem 1510)

Panna Marie Bolestná z Chomutova (kolem 1510) je kvalitní gotická dřevořezba neznámého původu z oblasti Kadaně. Socha je vystavena ve stálé expozici Oblastního muzea v Chomutově, kam byla získána roku 1972 ze zrušeného Městského muzea v Kadani.

## Původ sochy
Socha je opracovaná i na zadní straně a proto byla patrně součástí scény Ukřižování na triumfálním oblouku nebo nástavci oltářního retáblu.  Pochází z některého kostela nebo klášterního komplexu v Kadani nebo blízkém okolí. Před rokem 1945, kdy byla získána z poválečných svozů do Městského muzea v Kadani nebyla zdokumentována. Po zrušení muzea byla roku 1972 převedena do sbírek Oblastního muzea v Chomutově, ale poprvé je zmiňována v odborné literatuře až roku 1987.

## Popis a zařazení
Plně opracovaná socha z lipového dřeva, výška 90,5 cm, šířka 31 cm, hloubka 23,5 cm, s nepatrnými fragmenty původní polychromie.
Drapériové schéma vychází z grafických předloh Mistra E.S. a navazuje na norimberskou řezbářskou produkci 80. let 15. století, např. Tetzelovu Madonu. Systém paralelních hluboko prověšených promačkávaných skladů drapérie spojuje chomutovskou sochu zejména s díly norimberského sochaře Adama Krafta. Kvalitou řezby nemá socha Bolestné P. Marie v kadaňském regionu příliš mnoho obdob a některé francké impulsy by mohly naznačovat, že její autor se školil v Norimberku. Nejbližší souvislost se nabízí s tvorbou na saské straně Krušných hor, kterou představuje např. reliéf Piety z Bloßwitz. Pieta má blízko k dílům tzv. "Mistra dómských apoštolů", činnému ve Freibergu. Chomutovská P. Marie má obdobný typ obličeje s plnými tvářemi, špičatou bradou, očima mandlového tvaru a téměř shodnými ústy. Také drapérie, v níž kontrastují opticky rozbité záhyby s hladkými plochami, nebo rouška těsně obepínající Mariin krk je nejbližší Bloßwitzké pietě.
Předpokládá se, že socha Bolestné P. Marie pochází z některé saské dílny, kde působil vliv bohatého horního města Freibergu, který byl na rozhraní prvního a druhého desetiletí jedním z nejvýznamnějších uměleckých center na Saské straně Krušnohoří. Z českých sbírek je chomutovské Bolestné Panně Marii blízký také reliéf Oplakávání Krista ze sbírek Národní galerie z doby kolem roku 1530, který může pocházet z Lovosic (nebo Pelhřimova). Také tento reliéf vychází z freiberského sochařství, ale projevuje se v něm již renesanční slohové cítění.

### Příbuzná díla
- Tetzelova Madona (1480–1490), Germanisches Nationalmuseum, Norimberk
- Peringsdörfferův epitaf (1496–1498), Frauenkirche, Norimberk (Adam Kraft)[3]
- Schreyer-Landauerův epitaf (1490–1492), Sebalduskirche, Norimberk (Adam Kraft)
- Pieta z Bloßwitz (kolem 1510)
- Oplakávání Krista, Národní galerie Praha (1520–1530)
- Bolestná Panna Marie z freiberského dómu (kolem 1520)
- Bolestná Panna Marie z Großweitzschenu (zničena 1945)

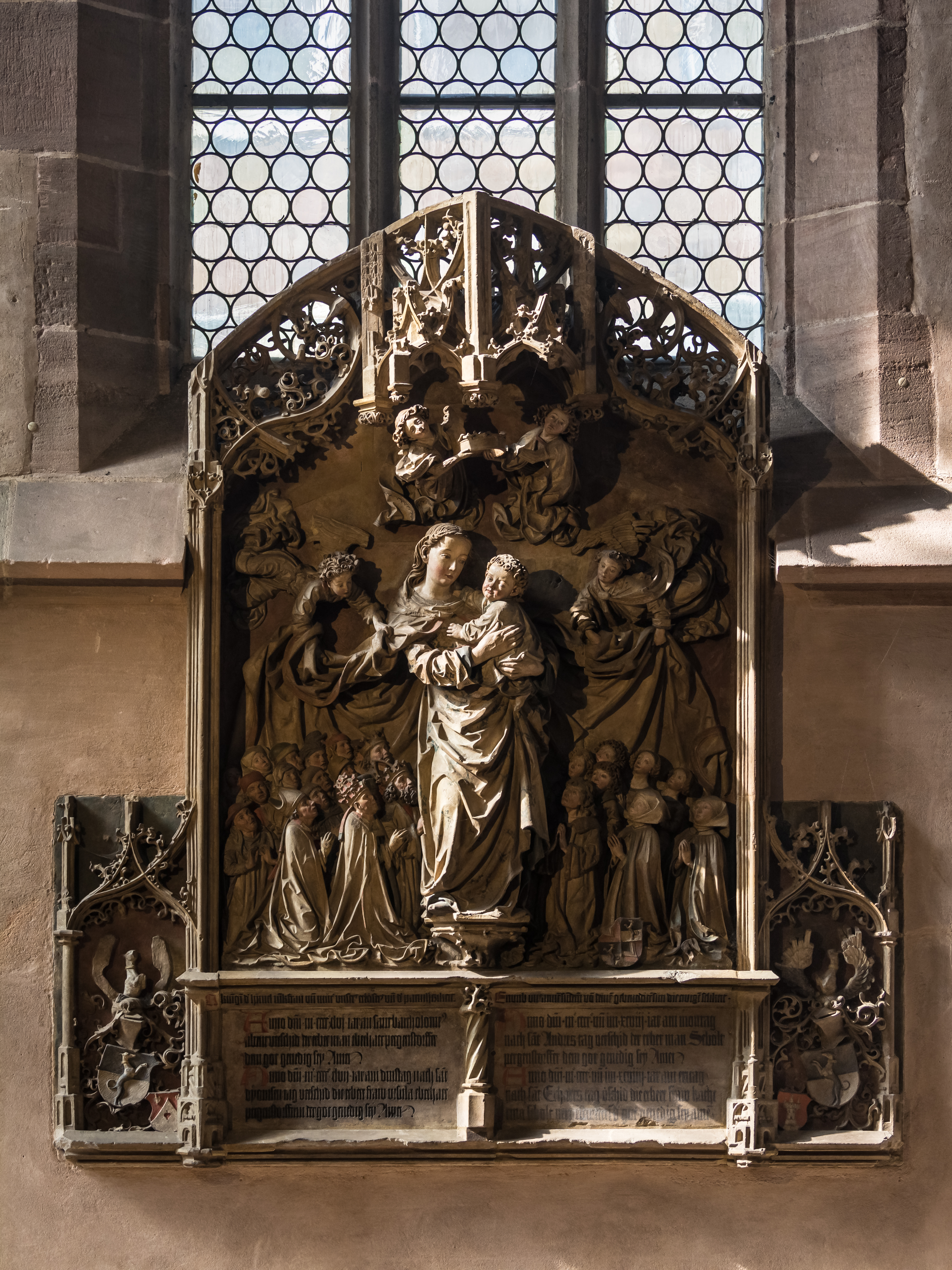
Adam Kraft: Pergenstorffer-Epitaph
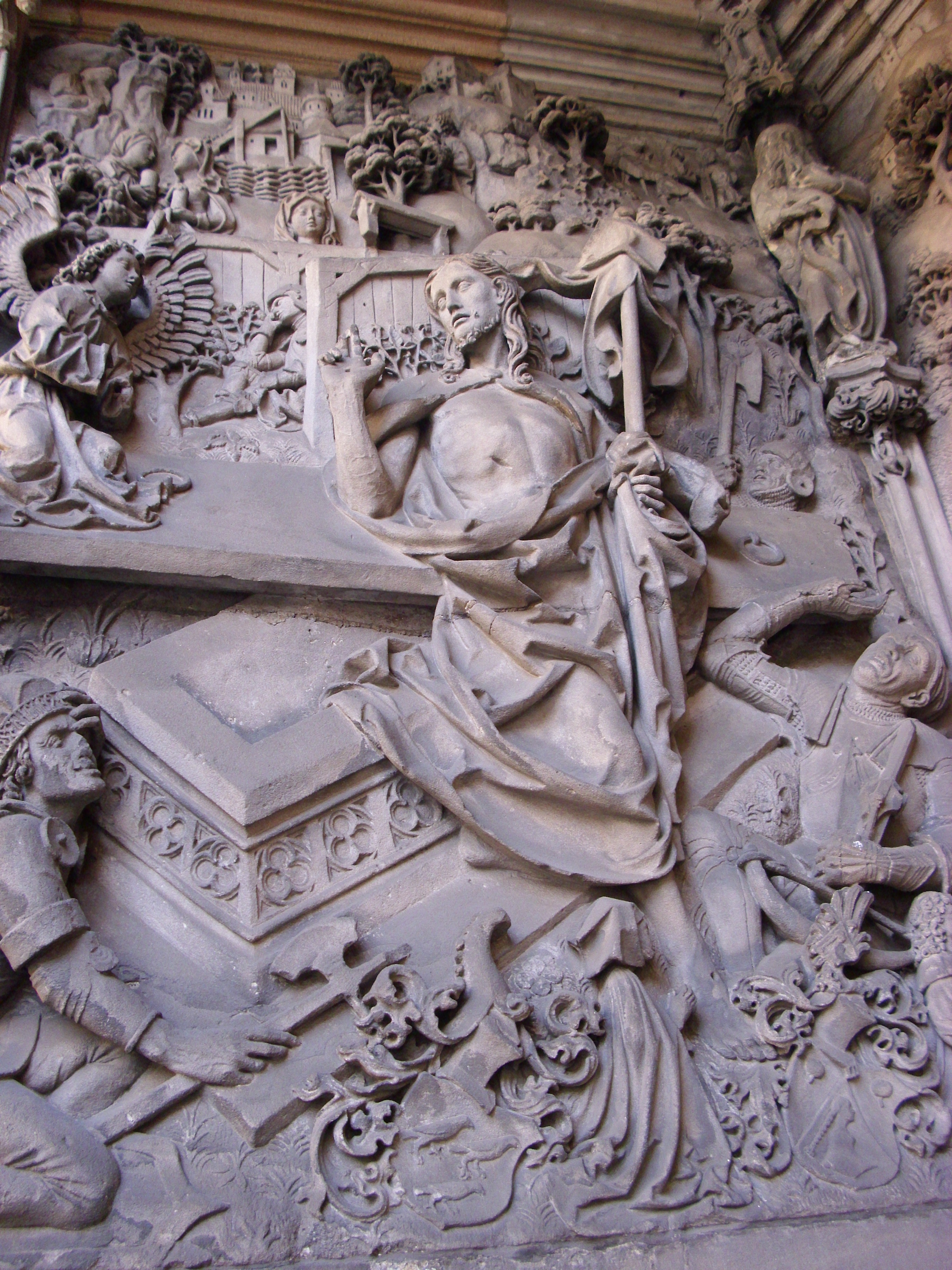
Adam Kraft: Schreyer-Landauer-Epitaph
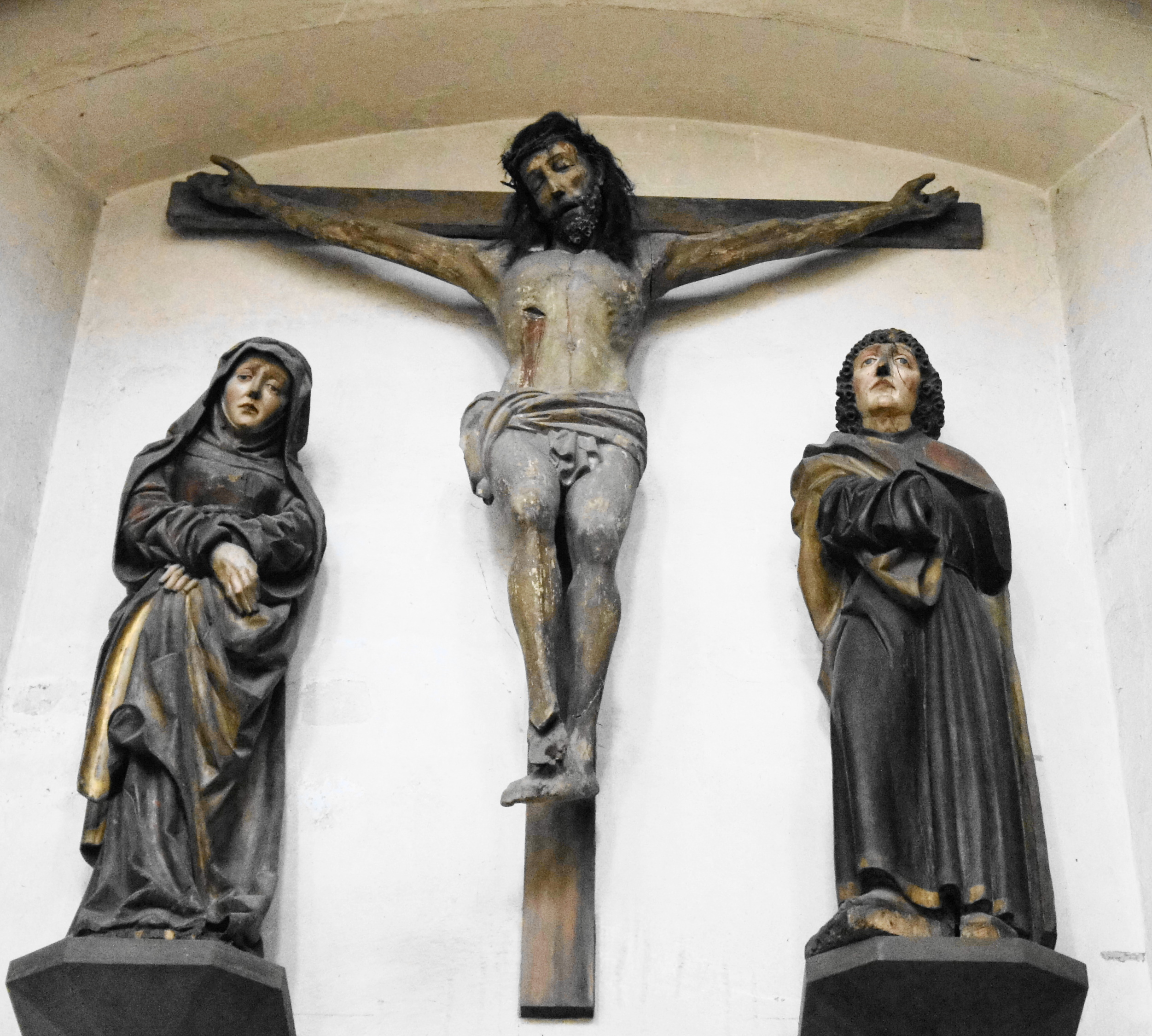
Skupina Ukřižování, Dóm Freiberg
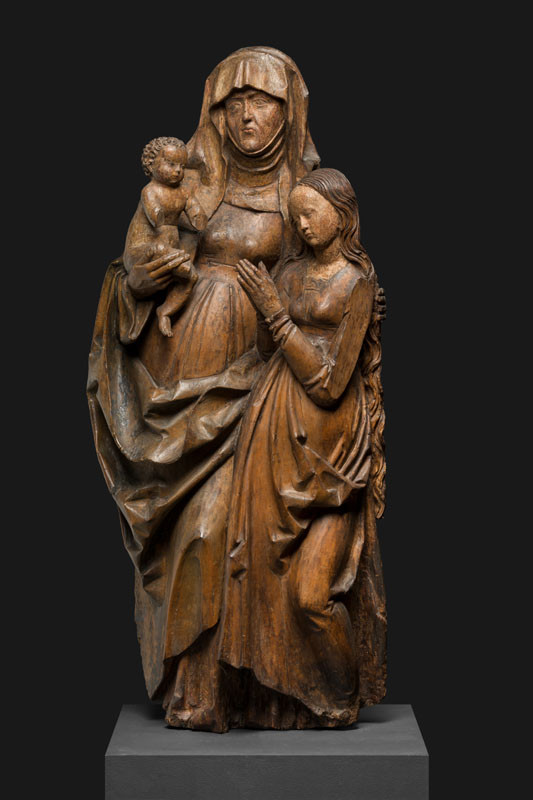
Sv. Anna Samatřetí, Mistr Týneckého Zvěstování (kolem 1510), Národní galerie v Praze